# Bernisdale
Bernisdale (Schots-Gaelisch: Beàrnasdal) is een dorp in de Schotse lieutenancy Ross and Cromarty in het raadsgebied Highland op het eiland Skye.